# Jaid Barrymore
Jaid Barrymore, född Ildikó Jaid Makó den 8 maj 1946 i Brannenburg, Västtyskland av ungerska föräldrar, är en amerikansk skådespelare, som varit gift med John Drew Barrymore och är mor till Drew Barrymore.

## Filmografi (urval)
- 1982 – Night Shift
- 1992 – Me, Myself and I
- 1993 – Doppelganger
- 1998 – The Last Days of Disco